# ألفا عمر كوناري
ألفا عمر كوناري (Alpha Oumar Konaré) ـ (ولد في 2 فبراير 1946) هو رئيس جمهورية مالي لفترتين رئاسيتين كل منهما لمدة خمس سنوات (1992 إلى 2002)، ورئيس مفوضية الاتحاد الأفريقي من 2003 إلى 2008.
صعد كوناري إلى سدة الحكم سنة 1992 كأول رئيس مالي منتخب في انتخابات ديمقراطية حقيقية، ثم أعيد انتخابه لفترة رئاسية ثانية سنة 1997. ونزولًا على أحكام الدستور، الذي كان يحدد مدة الرئيس بفترتين رئاسيتين فقط، ترك كوناري منصبه سنة 2002، ليخلفه أمادو توماني توريه، وليصير الرئيس المالي الوحيد حتى اليوم الذي يترك السلطة عند انتهاء فترة حكمه.
وفي قمة عُقدت بمدينة مابوتو في 10 يوليو 2003، انتُخب كوناري رئيسًا لمفوضية الاتحاد الأفريقي، وظل في منصبه هذا حتى انتُخب الجابوني جان بينغ خلفًا له في 1 فبراير 2008.
في سبتمبر 2021 ، نُقل ألفا عمر كوناري بشكل عاجل إلى المستشفى في مستشفى الشيخ زايد في الرباط ، المغرب.

## روابط خارجية
- ألفا عمر كوناري على موقع الموسوعة البريطانية (الإنجليزية)
- ألفا عمر كوناري على موقع مونزينجر (الألمانية)